# Нефтекамск (станция)
Нефтека́мск (Нефтекамск-Грузовой) — железнодорожная грузо-пассажирская станция 4 класса на линии Амзя — Нефтекамск-Пассажирский Ижевского региона обслуживания Горьковской железной дороги в городе Нефтекамске, на административной границе с Краснокамским районом.  
Находится между станциями 257509 Амзя и 257617 Нефтекамск-Пассажирский.

## Коммерческие операции
На станции осуществляется продажа пассажирских билетов, выдача мелких отправок, выдача грузов в контейнерах (3 тонны и 5 тонн), приём и выдача грузов повагонными мелкими отправками (на подъездных путях и местах необщего пользования), приём и выдача грузов в универсальных контейнерах транспорта.
Вокзал осуществляет товарные грузоперевозки, услугами пользуются «НефАЗ» и «Искож».
Курсирует дизельный поезд с четырьмя пассажирскими вагонами.